# Ioan Mușat
Ioan Mușat (n. 6 septembrie 1928, Râmnicu Sărat – d. 24 februarie 2002, Constanța) a fost un amiral român, care a îndeplinit funcția de comandant al Marinei Militare Române în perioada 1979–1989. 

## Biografie
Ioan Mușat s-a născut la data de 6 septembrie 1928 în orașul Râmnicu Sărat (astăzi în județul Buzău). A efectuat studii la Școala de Ofițeri de Marină din Constanța (1950-1952) și apoi la Academia Militară Generală din București - Facultatea de Marină (1963-1966).
După absolvirea școlii militare în august 1952, a deținut funcțiile de comandant de navă la Divizionul 319 Vedete Torpiloare Mangalia, comandant de pluton, șef de stat major, respectiv comandant de batalion la Școala de Specialiști și Cartnici a Marinei Militare, șef de stat major al Divizionului 93 Vedete Torpiloare (din februarie 1960), comandantul Divizionului 19 Dragoare de Radă, comandantul Divizionului 133 Vedete (august 1966 - 1973).
În anul 1973, căpitanul de rangul I Ioan Mușat a fost numit la comanda Centrului de Instrucție al Marinei Militare, situat în orașul Mangalia.
A fost numit apoi în funcția de comandant al Marinei Militare Române, pe care a îndeplinit-o în perioada 21 martie 1979 – 30 decembrie 1989. În această perioadă a fost înaintat la gradul de contraamiral (cu o stea) în 21 august 1979 și apoi la cel de viceamiral (cu 2 stele) în 23 august 1984. După Revoluția din decembrie 1989, prin care regimul comunist a fost răsturnat de la putere, viceamiralul Ioan Mușat (pe atunci în vârstă de 61 ani) a fost trecut în rezervă la data de 30 decembrie 1989.